# Amalie Skram
Berthe Amalie Alver, más conocida como Amalie Skram (Bergen, 22 de agosto de 1846 - Copenhague, 15 de marzo de 1905) fue una escritora noruega del Naturalismo y del Feminismo. 

## Biografía
Sus padres fueron el comerciante Mons Monsen Alver e Ingeborg Lovise Sivertsen; tuvo cuatro hermanos. La empresa familiar quebró cuando la futura novelista tenía 17 años; el padre emigró a los Estados Unidos, donde quedó preso por deudas, y la novelista se vio obligada por su madre a casarse con un viejo capitán de marina, cierto Mueller o Müller, con quien llevó a cabo la vuelta al mundo y de quien tuvo dos hijos, pero el marino no le fue fiel y Amalie sufrió una fuerte depresión que le llevó a un hospital mental. Divorciada en 1878, se trasladó a Cristianía, nuevo Oslo, y empezó sus actividades literarias. Allí conoció a los escritores Arne Garborg y Bjørnstjerne Bjørnson, con quienes estuvo en contacto muchos años; en 1884 se casó con el escritor danés Erik Skran, con quien marchó a Copenhague, y tuvo una hija de esta unión. La radicalidad del Naturalismo en sus obras le supuso una limitada aceptación por parte del público, cuando no una declarada hostilidad; eso le llevó de nuevo a un hospital psiquiátrico en Roskilde. En 1899 su segundo matrimonio se disolvió y murió seis años más tarde.
Bella y apasionada, pero infeliz y desengañada de los hombres y de su misma patria (hizo grabar en su tumba "ciudadana danesa, escritora danesa"), vinculó su nombre a las novelas crudamente pesimistas, según la estética del Naturalismo, Constance Ring, doloroso fruto de su primera experiencia matrimonial, y La gente de Hetemyr. Compuso también el drama Agnete (1893) y las novelas Traicionado (Forrädt, 1893) y Doctor Hieroniumus (1895). Los tres temas que explora son el matrimonio y sus tópicos sexuales, el determinismo a través de las generaciones de una misma familia y las ásperas condiciones ambientales, y la salud mental y el mundo de los Manicomios en novelas como Prof Hieronimus y Paa St. Jørgen,

## Obras
- Madam Høiers Leiefolk 1882
- Constance Ring, 1885
- Lucie, 1888
- Fru Ines, 1891
- Forraadt, 1892
- Hellemyrsfolket, una tetralogía que comprende cuatro obras:
  - Sjur Gabriel, 1887
  - To venner (Dos amigos), 1888
  - S.G. Myre, 1890
  - Afkom, 1898
- Børnefortellinger, novelas cortas, 1890
- Kjærlighed i Nord og Syd (Amor en el norte y el sur), novelas cortas, 1891
- Agnete, obra teatral, 1893
- Professor Hieronimus, 1895
- Paa St. Jørgen, 1895
- Mellom Slagene (Entre conflictos), cartas, 1895
- Sommer (Verano), historias cortas, 1899
- Julehelg, 1900
- Mennesker (Hombres), 1905 (inacabada)